# ساهاگون
ساهاگون (به اسپانیایی: Sahagún) یکی از دهستان‌های اسپانیا است که در استان لئون، اسپانیا واقع شده‌است.

## خصوصیات
ساهاگون ۱۲۳٫۶۴ کیلومترمربع مساحت و ۲٬۸۳۷ نفر جمعیت دارد و ۸۲۲ متر بالاتر از سطح دریا واقع شده‌است.

## نگارخانه

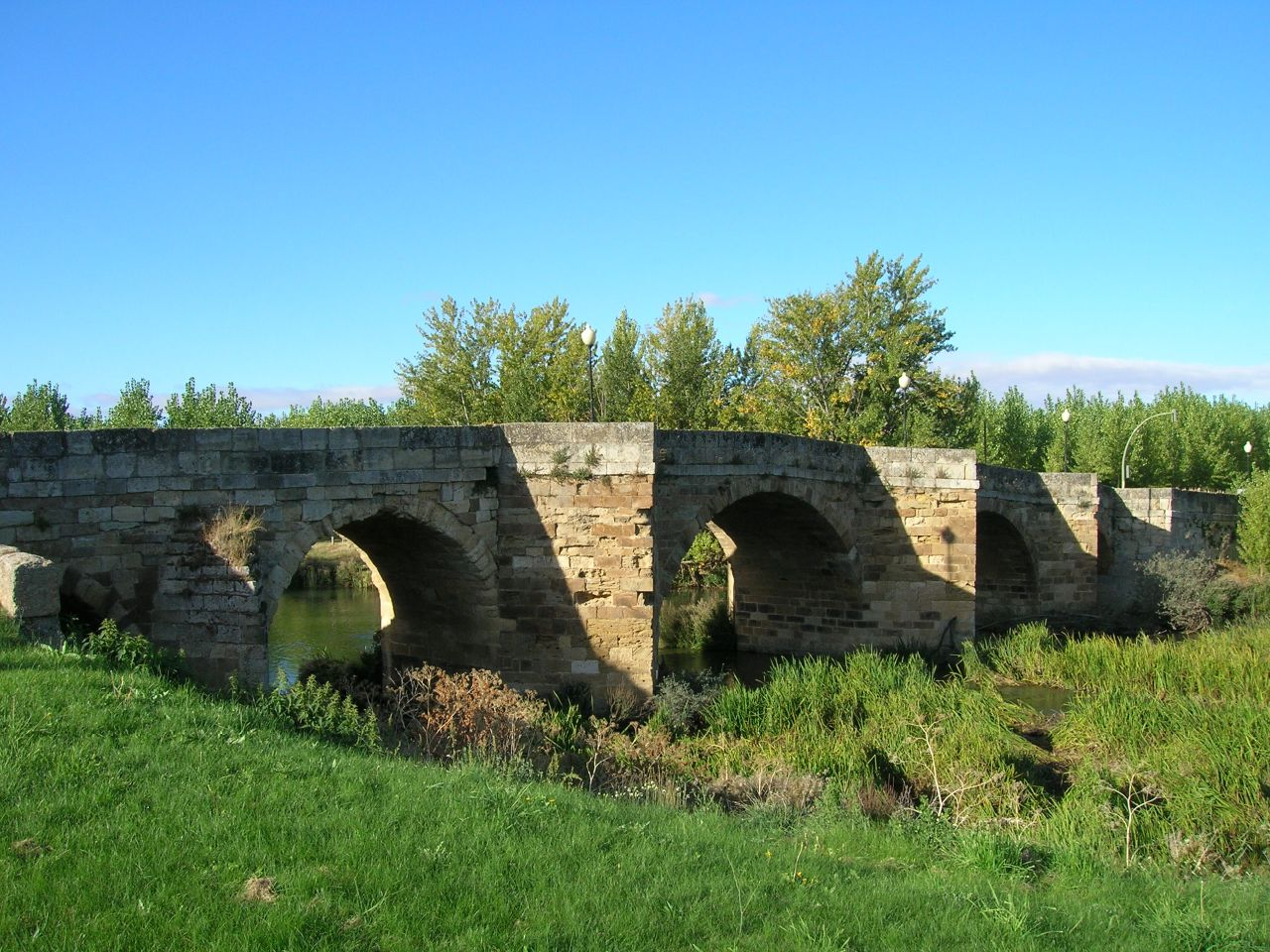
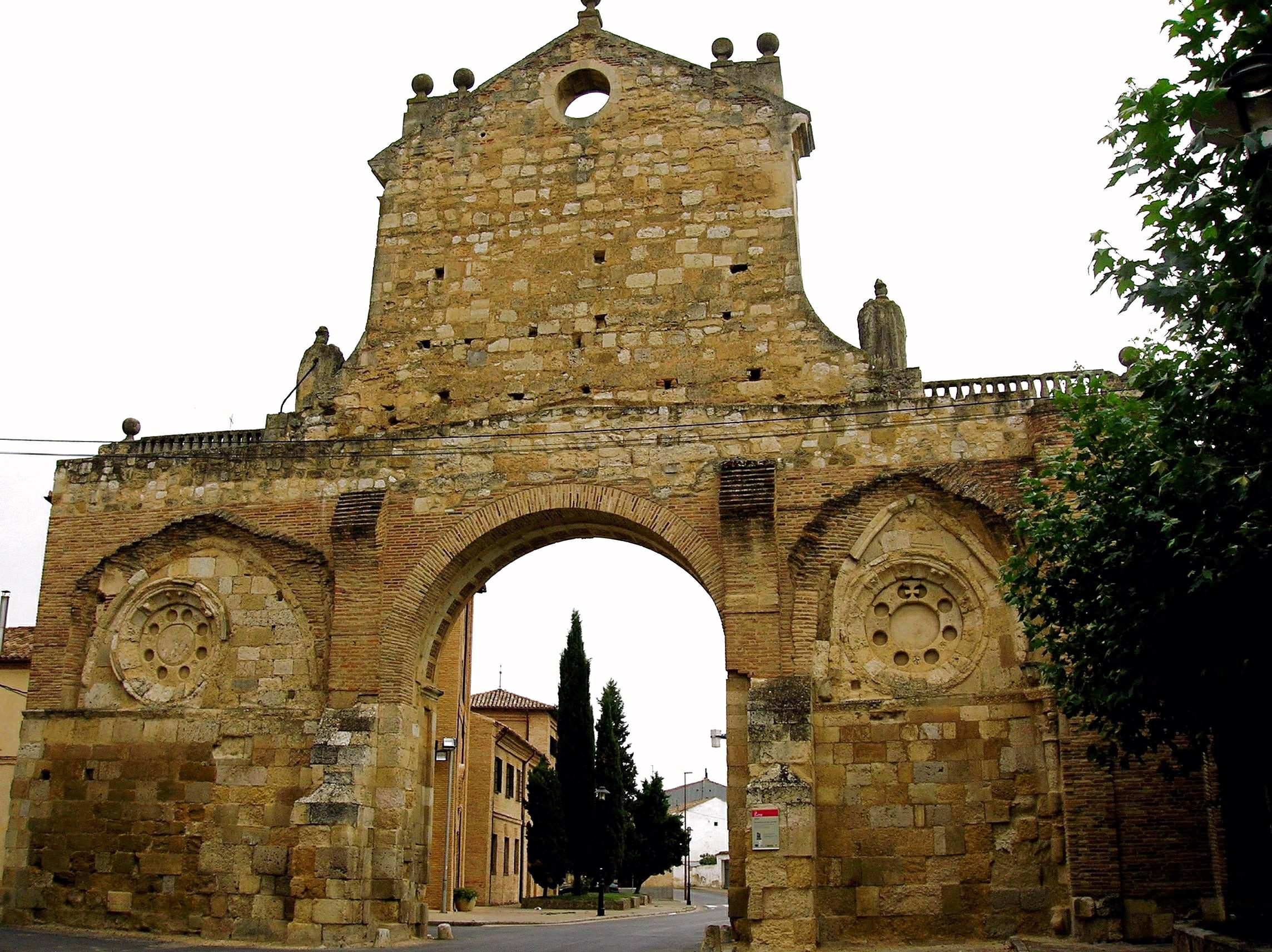
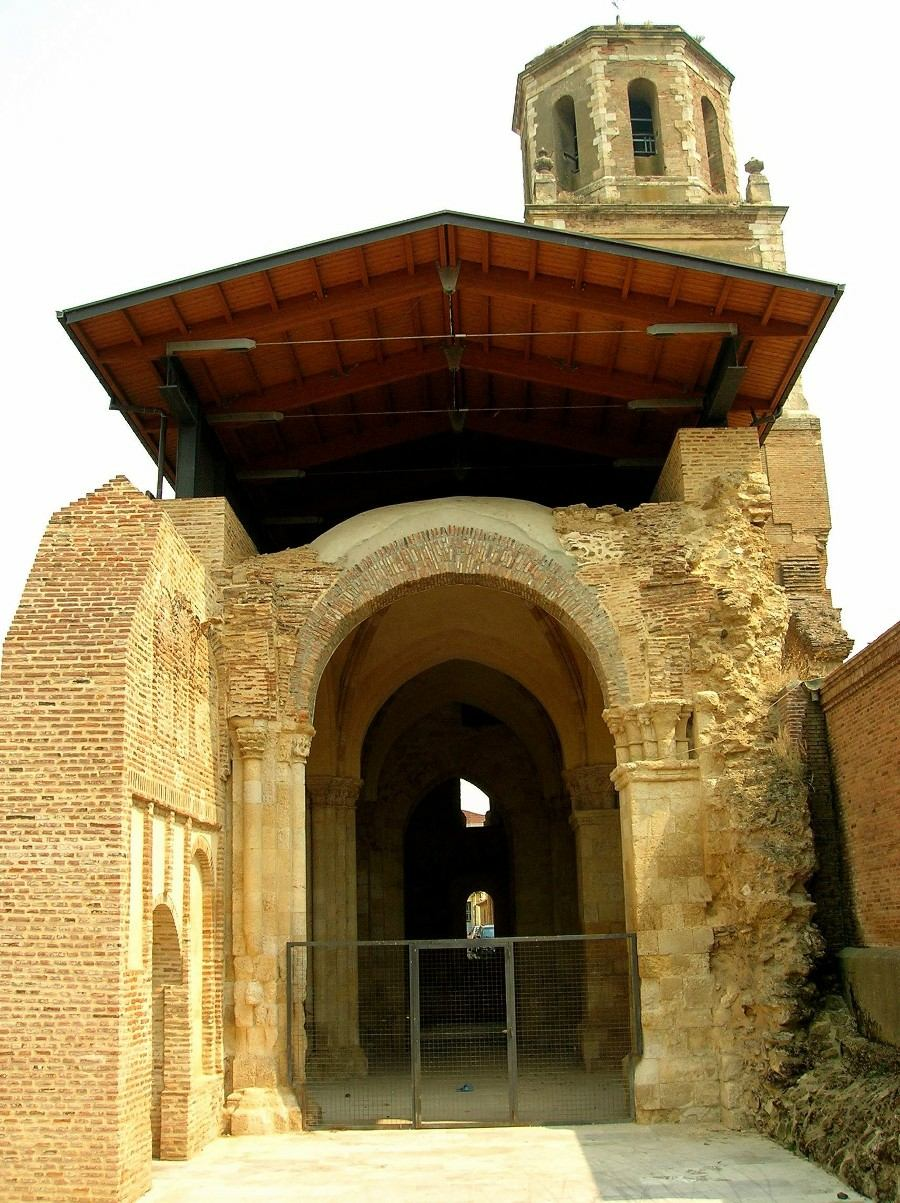
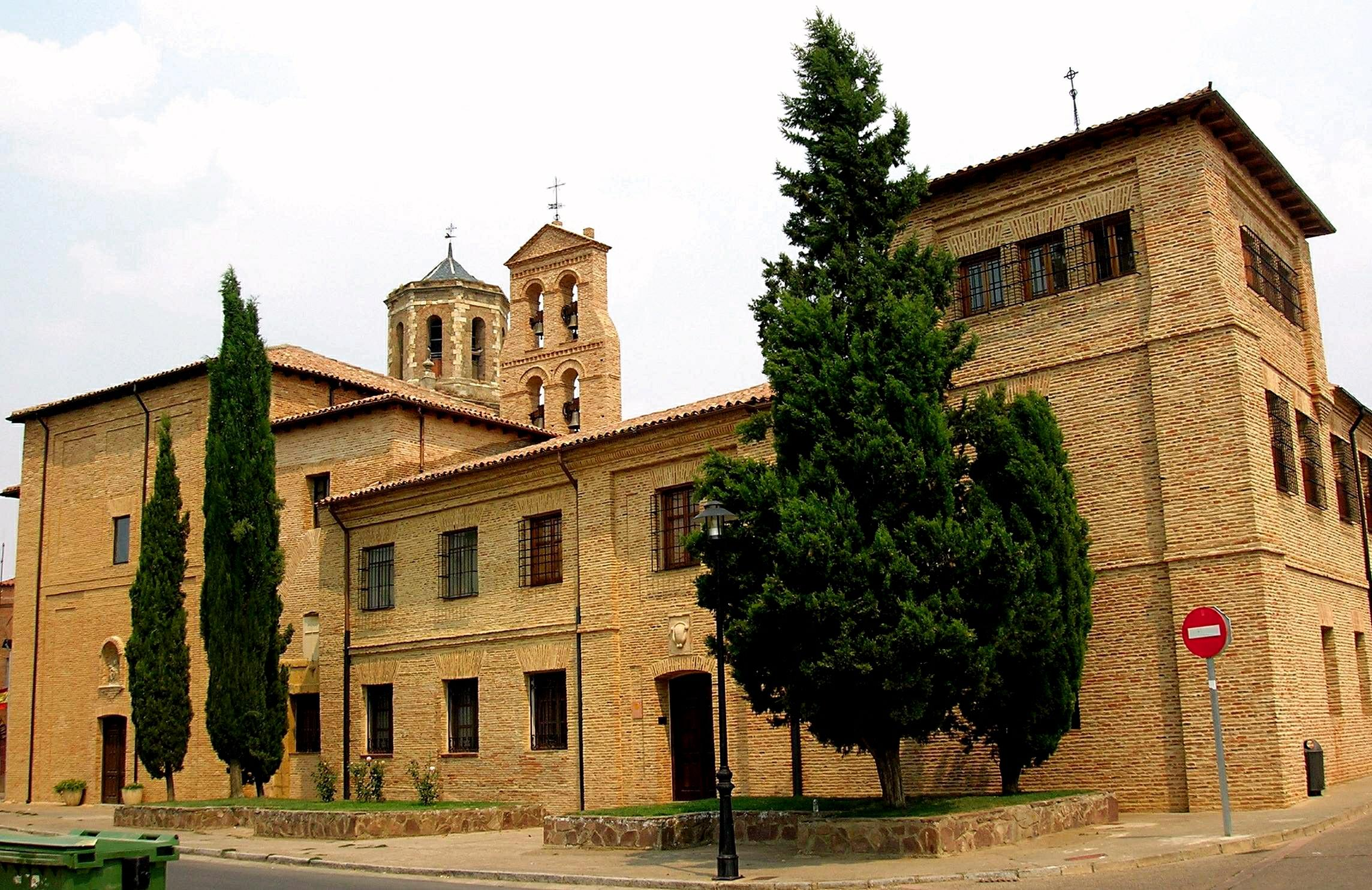
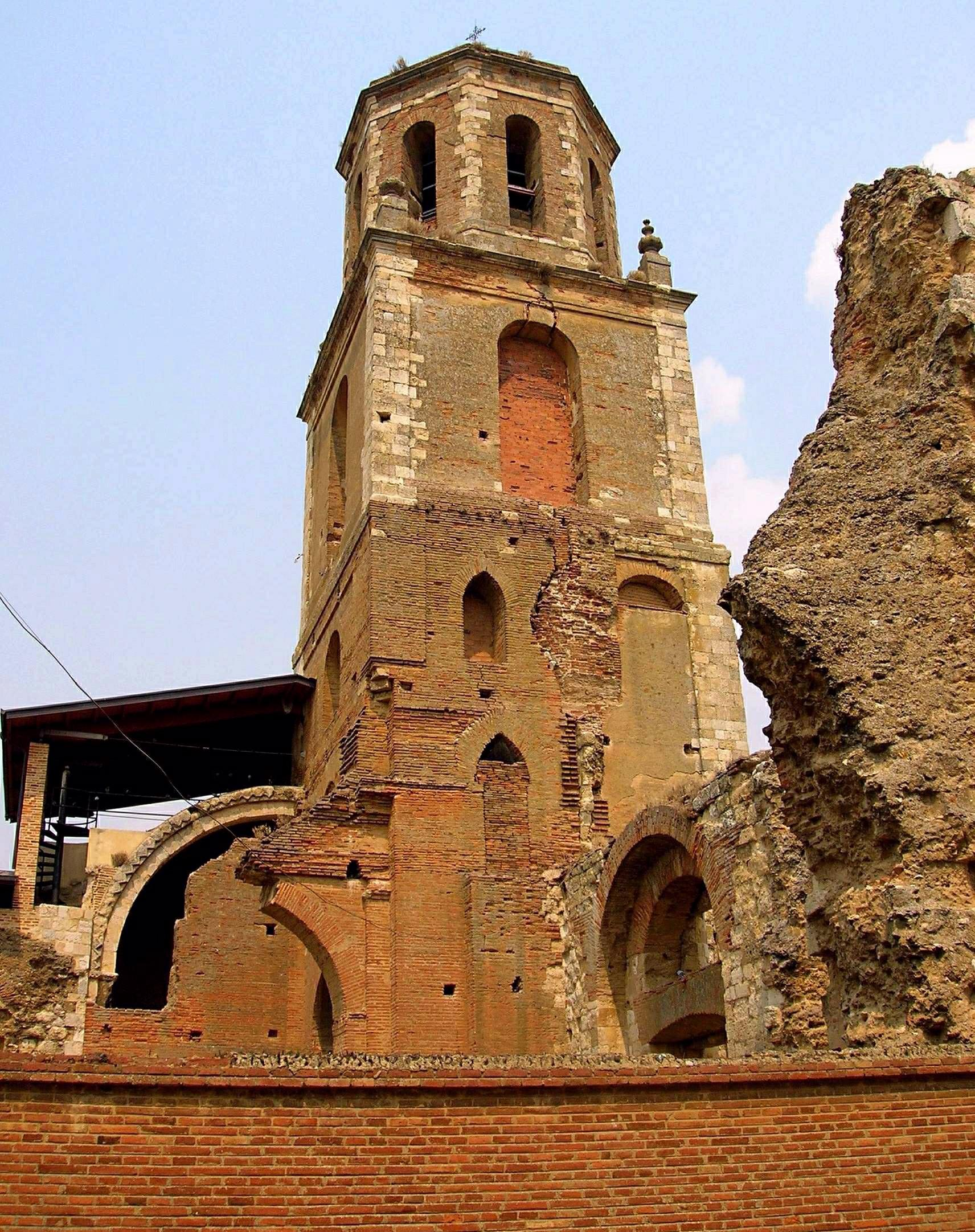
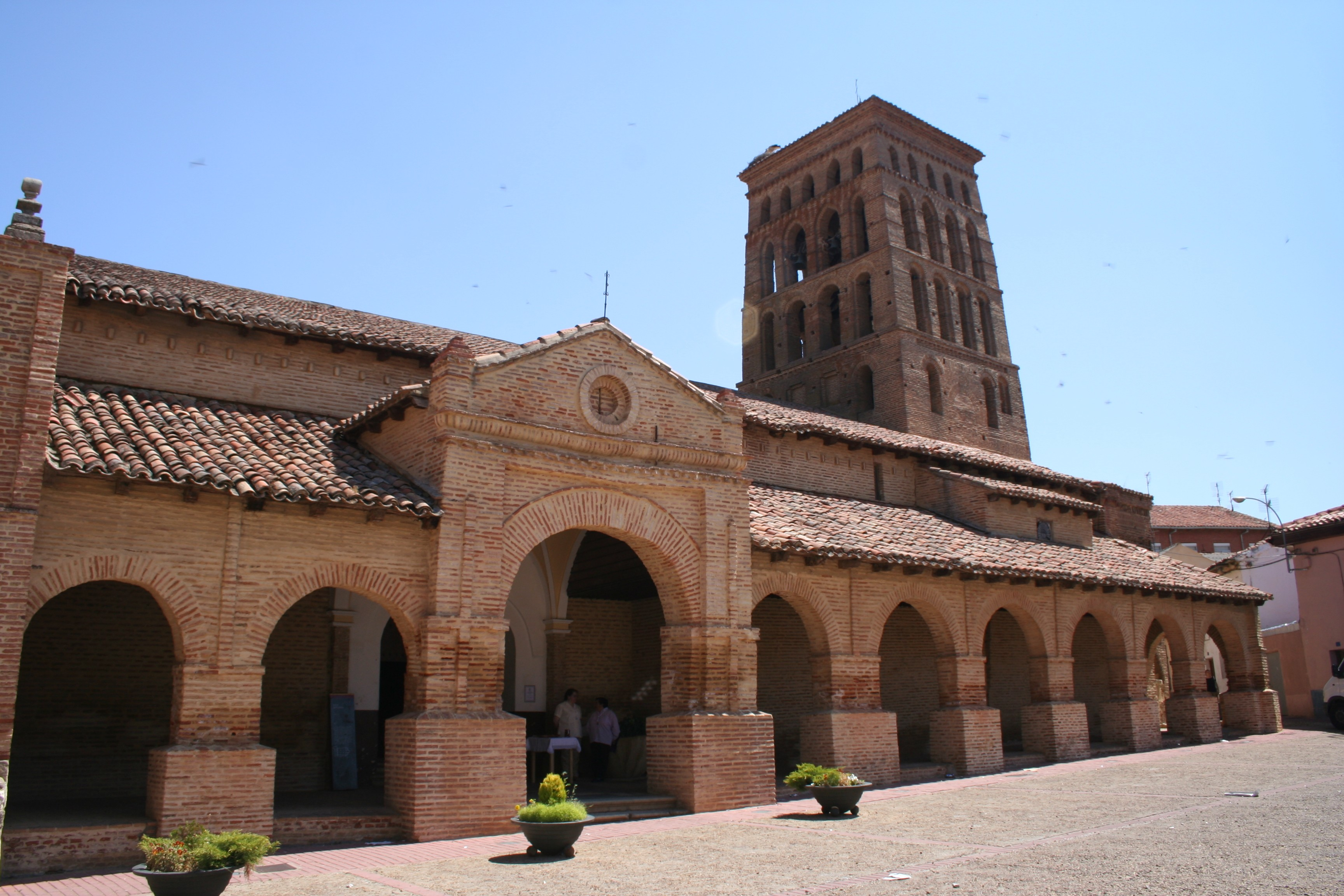
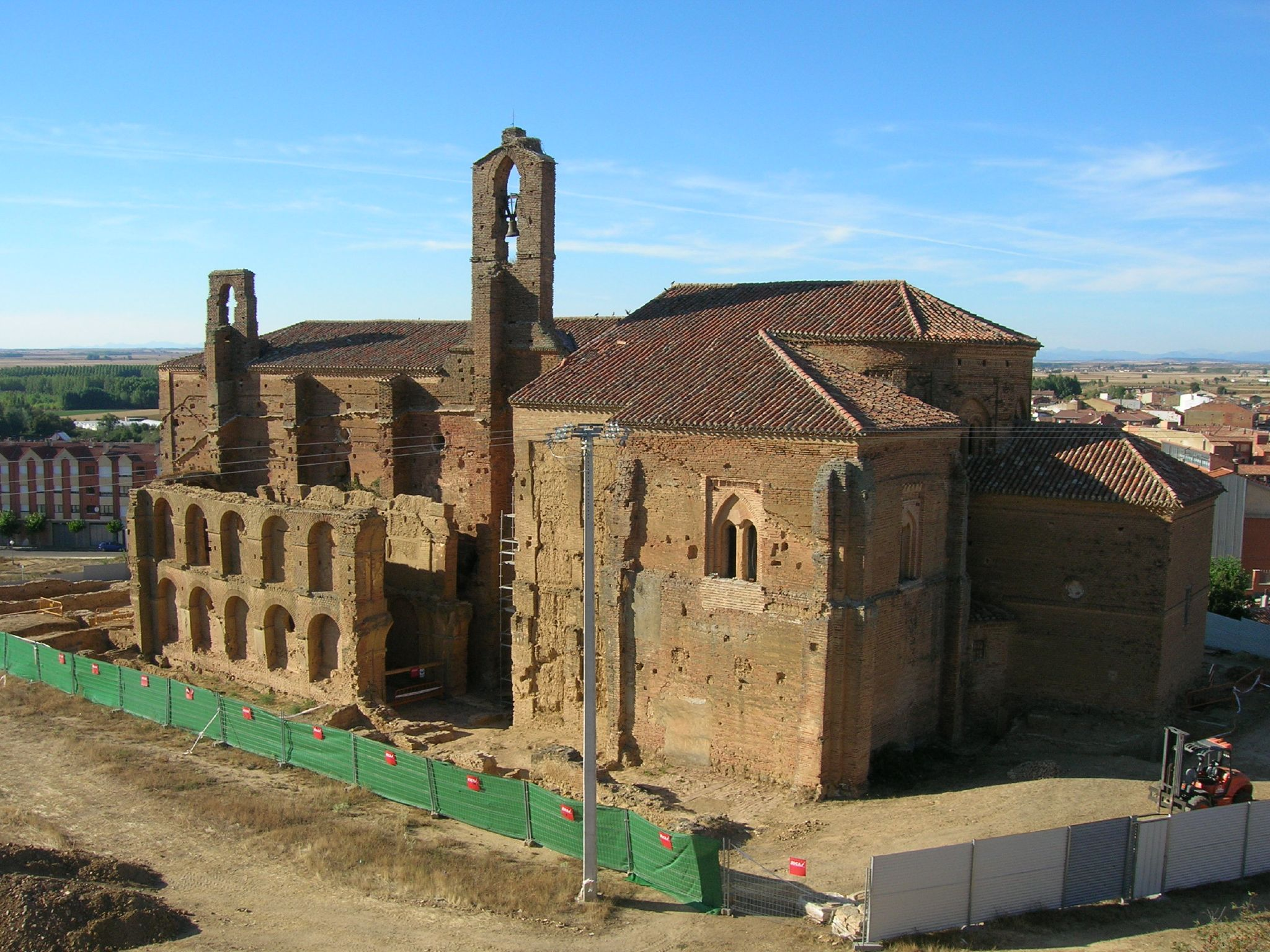
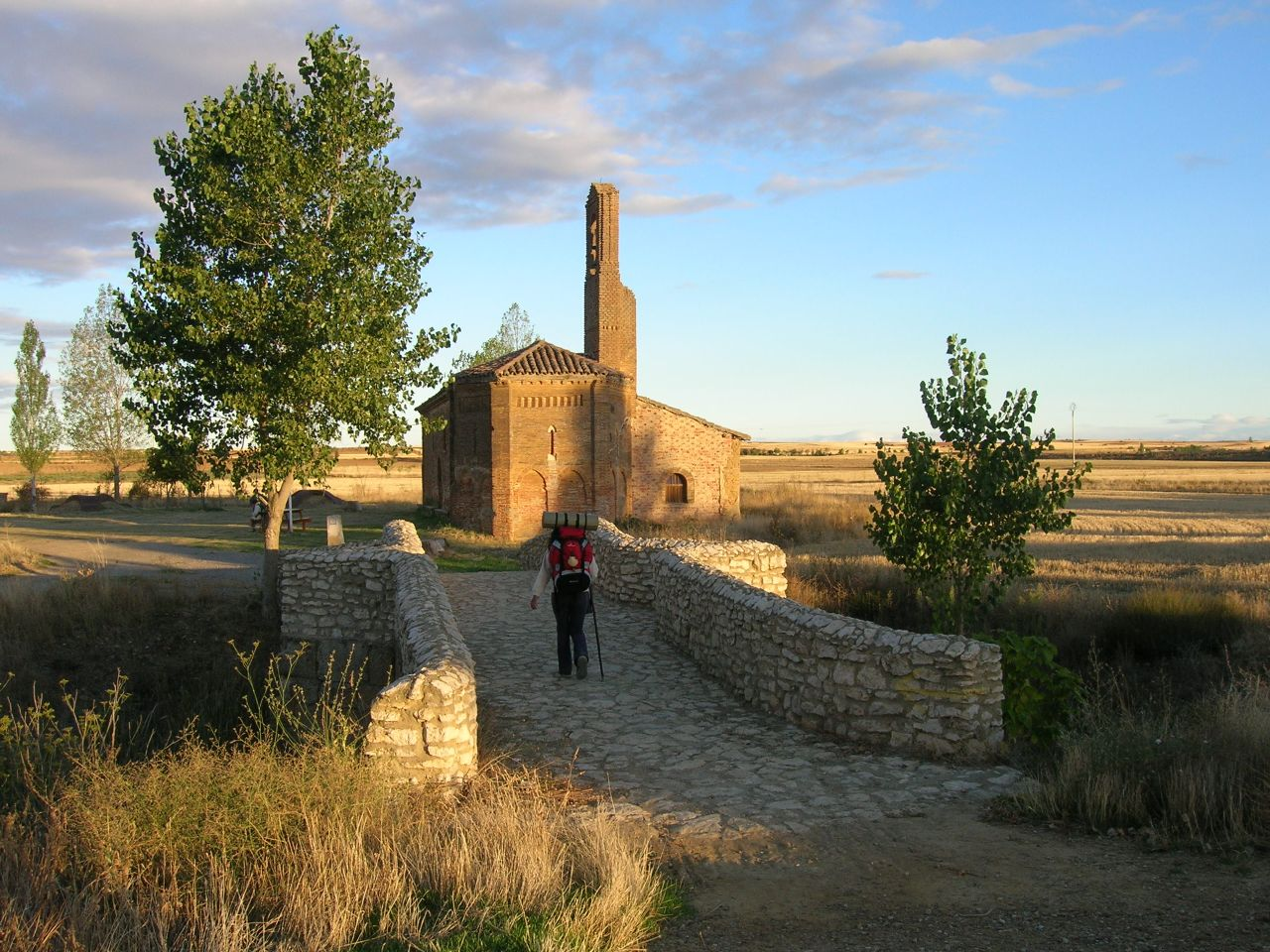
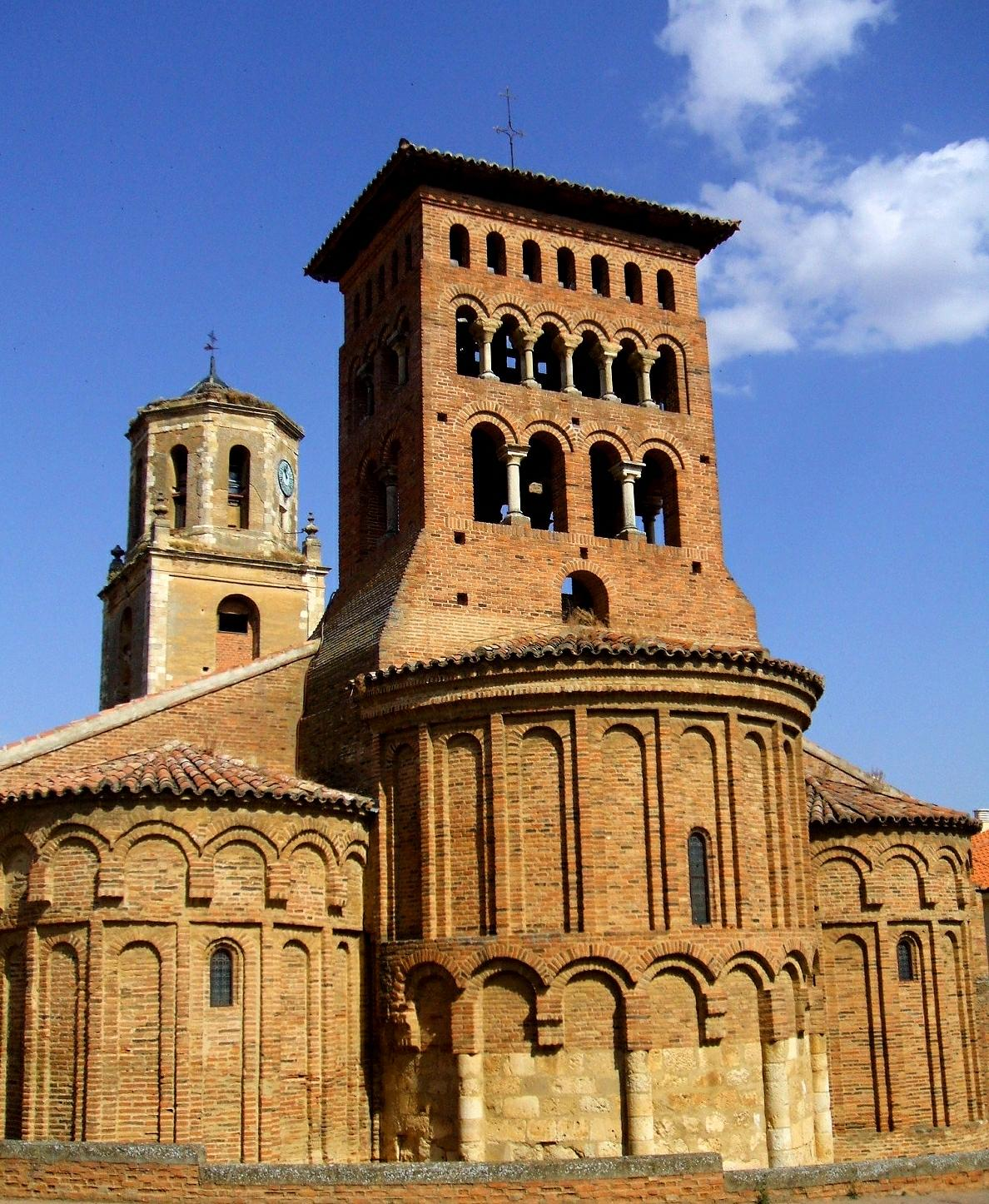
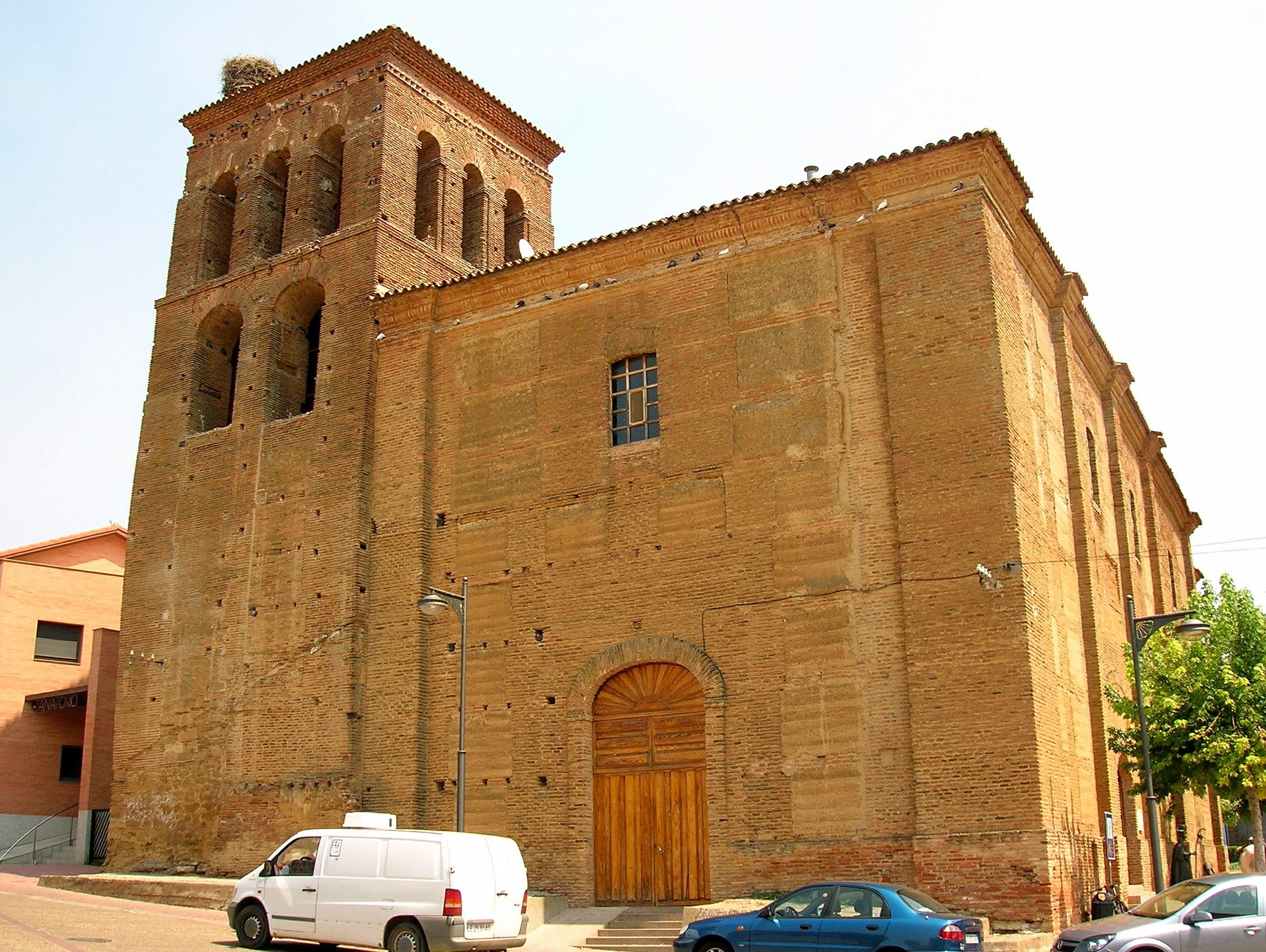
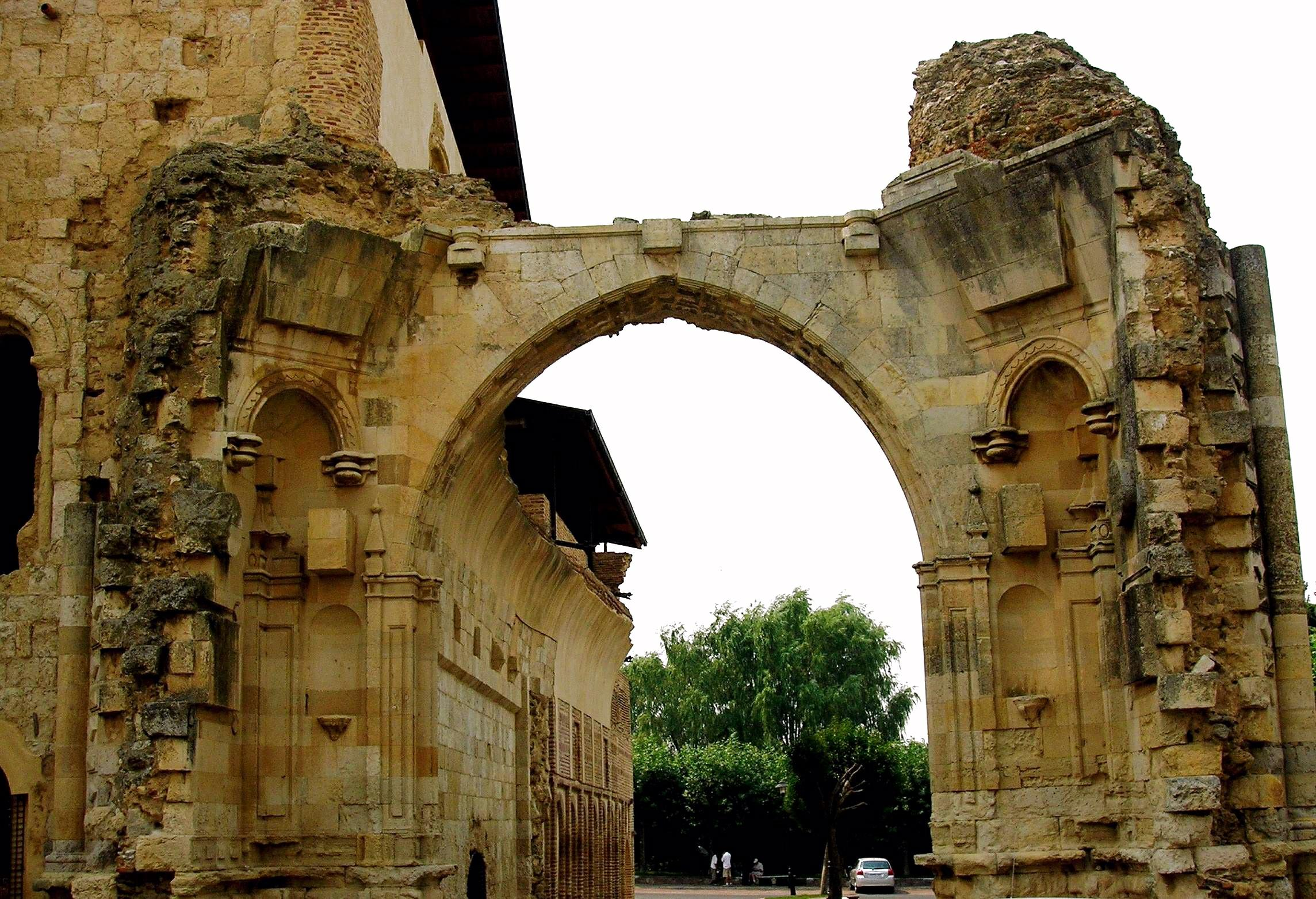
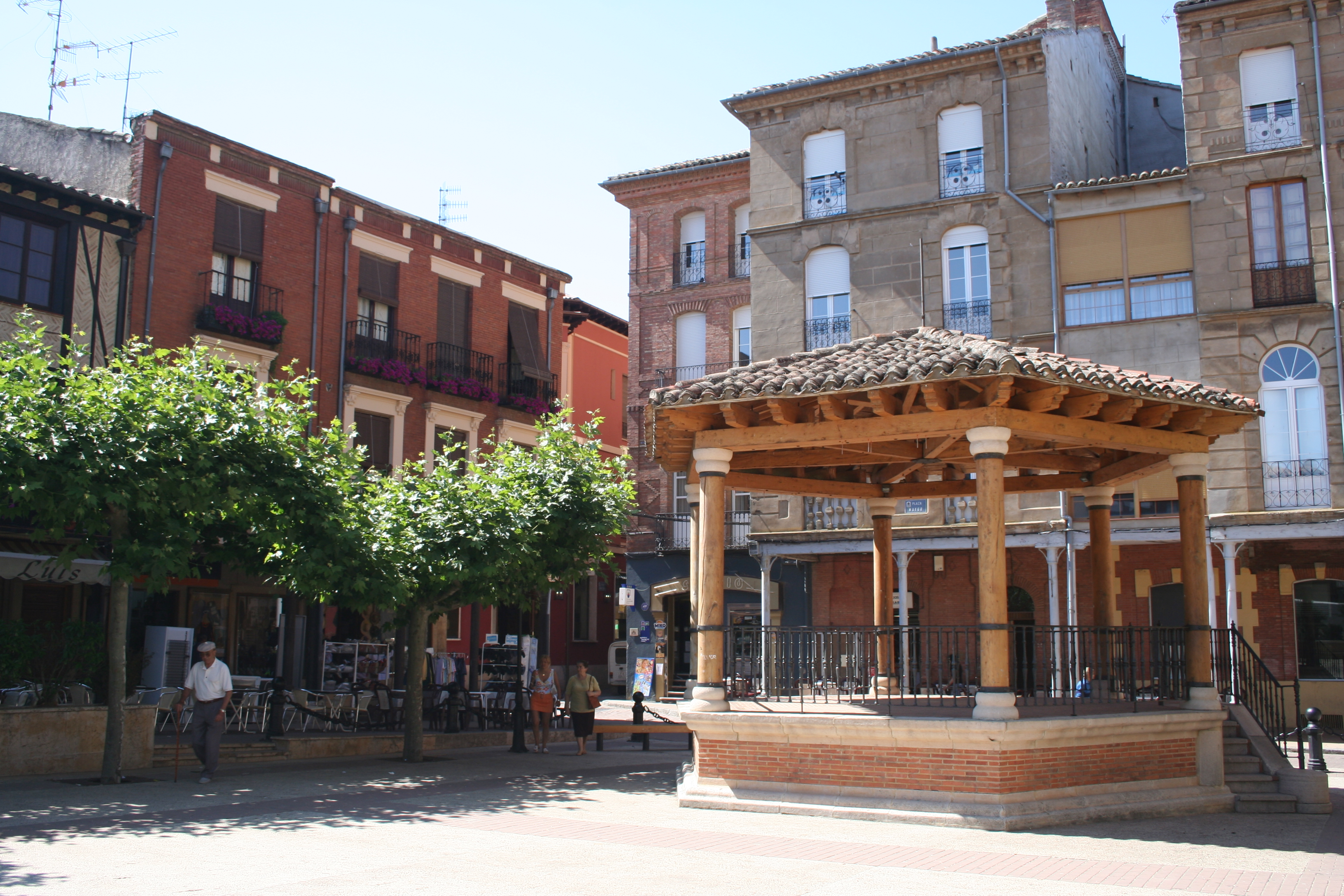